# 三重県道114号上浜高茶屋久居線
三重県道114号上浜高茶屋久居線（みえけんどう114ごう かみはまたかちゃやひさいせん）は、三重県津市を通る一般県道である。

## 概要
津市上浜町2丁目から津市久居新町に至る。
一部区間（上浜町二交差点 - 垂水交差点）は国道23号のバイパスとなっている。通称「なぎさバイパス」。古くからの津市民の間では、単に「バイパス」といった場合、当道を指す。

### 路線データ
- 起点：津市上浜町2丁目（上浜町二交差点、国道23号交点）
- 終点：津市久居新町（近鉄名古屋線 久居駅前、三重県道776号久居停車場津線起点）
- 総延長：10,688 m

## 路線状況
全線通して交通量は多い。国道23号（津の市街地区間では「中町通り」という）との交点である垂水交差点は朝、夕を中心に渋滞する。

### 別名
- なぎさバイパス（津市）

### 重複区間
- 三重県道561号津海岸線（津市乙部・東橋内交差点 - 津市大門・大門東交差点）
- 国道165号（津市高茶屋5丁目・警察学校西交差点 - 津市高茶屋小森町・小森山交差点）

### 道路施設

#### 橋梁
- 安濃津橋（安濃川、津市）
- 阿古木橋（岩田川、津市）
- 新黒木橋（相川、津市）
- 西天神橋（天神川、津市）

## 地理

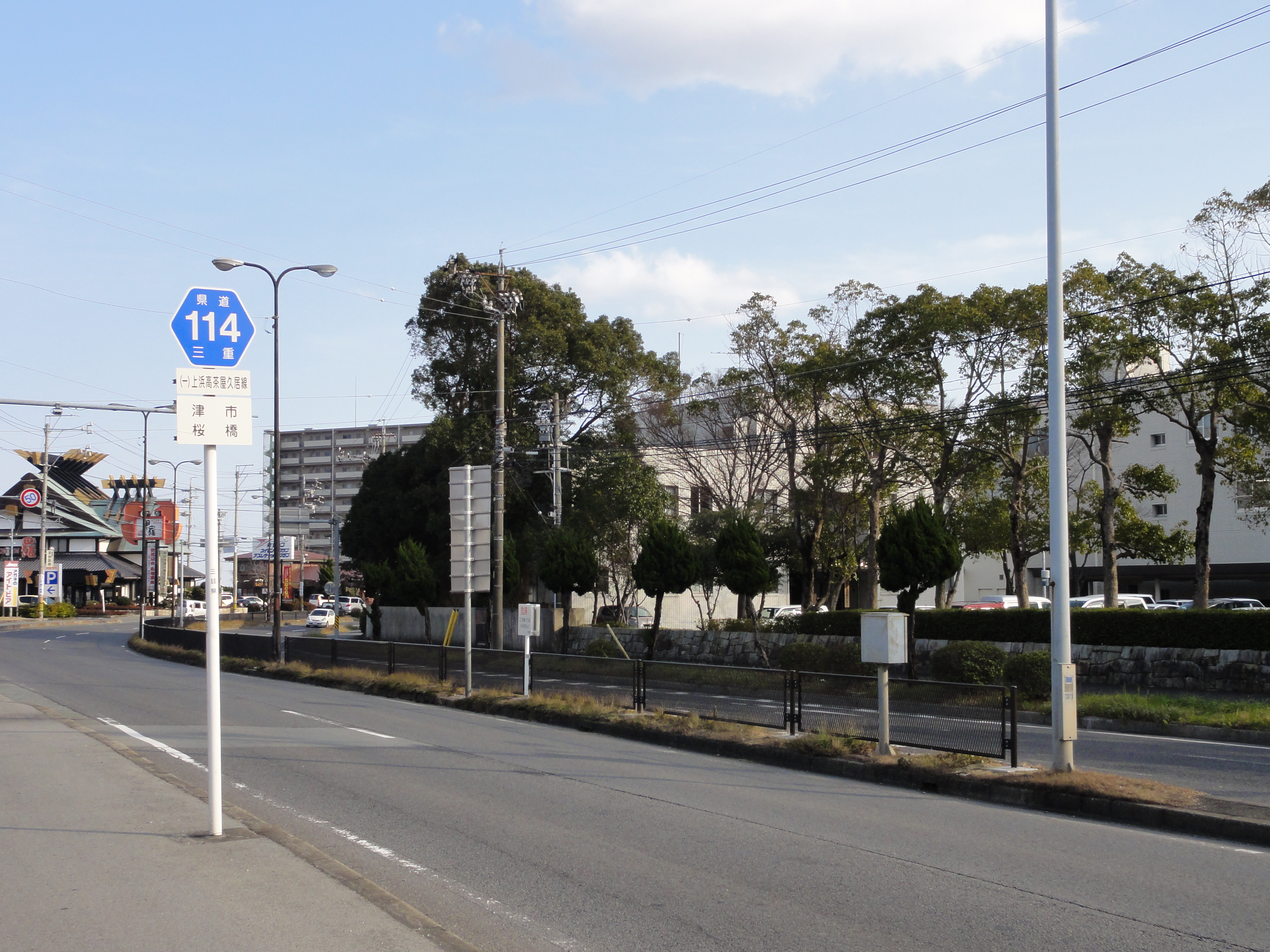
上浜町二交差点付近

### 通過する自治体
- 三重県
  - 津市

### 交差する道路
| 交差する道路                       | 交差する場所 | 交差する場所           |
| ---------------------------------- | ------------ | ---------------------- |
| 国道23号 / 中町通り                | 上浜町2丁目  | 上浜町二交差点 / 起点  |
| 三重県道561号津海岸線 重複区間起点 | 乙部         | 東橋内交差点           |
| 三重県道561号津海岸線 重複区間終点 | 大門         | 大門東交差点           |
| フェニックス通り                   | 大門         |                        |
| 三重県道508号津港線                | 東丸之内     | 阿古木橋北詰交差点     |
| 国道23号 / 中町通り                | 垂水         | 垂水交差点             |
| 国道165号 重複区間起点             | 高茶屋5丁目  | 警察学校西交差点       |
| 国道165号 重複区間終点             | 高茶屋小森町 | 小森山交差点           |
| 国道23号 / 中勢バイパス            | 高茶屋小森町 | 津市高茶屋小森町交差点 |
| 三重県道24号松阪久居線             | 久居新町     | 久居駅南交差点         |
| 三重県道776号久居停車場津線        | 久居新町     | 終点                   |

### 交差する鉄道
- 紀勢本線
- 近鉄名古屋線

### 沿線
- 三重県津庁舎
- 三重県警察本部
- イオンタウン津城山
- 三重中央自動車学校
- 津市立橋南中学校
- 津市立橋北中学校
- 津地方気象台
- 三重県警察学校
- 陸上自衛隊久居駐屯地
- 近鉄名古屋線 久居駅
- 津市立成美小学校